# Grote sterslak
De grote sterslak (Felimare picta) is de grootste zeenaaktslak en behoort tot de familie van de Chromodorididae. Deze slak leeft in het westen van de Atlantische Oceaan, voornamelijk langs de kusten van Brazilië, Mexico en Florida. Ze wordt ook aangetroffen in de Middellandse Zee langs de kusten van Spanje.

## Beschrijving
Deze slak is heel erg variabel in kleur: soms heeft geel de overhand en soms blauw. De rinoforen en kieuwen kunnen ingetrokken worden in goed zichtbare zakjes. De rinoforen zijn donkerblauw met een gele ring aan de voet. Er is een volledige gele lijn aan de binnenzijde van elke kieuw en een dunne stippellijn aan de buitenzijde. De kieuwen hebben tevens een gele rand. Op de rug is er een gecompliceerd patroon aanwezig van onderbroken en volle lengtelijnen. Twee van de lijnen op de rug lopen tot aan de rinoforenzakjes.
Ze wordt, als ze volwassen is, zo'n 15 tot 20 cm lang. Ze voeden zich voornamelijk met sponzen van het geslacht Ircinia.

## Synoniemen
Synoniemen voor deze slak zijn:
- Chromodoris cantrainii
- Chromodoris elegans
- Chromodoris valenciennesii
- Doris calcarae
- Doris elegans
- Doris nardi
- Doris picta
- Doris scacchi
- Doris valenciennesii
- Glossodoris edenticulata
- Glossodoris picta
- Glossodoris valenciennesii
- Glossodoris webbi
- Goniodoris elegans
- Polycera webbi